# Zigmārs Raimo
Zigmārs Raimo (Madona, 4 de noviembre de 1997) es un baloncestista letón que juega en la posición de ala-pívot para el Rīgas Zeļļi de la Latvian-Estonian Basketball League. Representa a su país a nivel internacional en baloncesto 3x3.

## Trayectoria
Raimo se destacó a nivel juvenil, llegando a ser convocado para integrar el LMT Basketbola Akadēmija, un equipo sub-18 auspiciado por la Asociación Letona de Baloncesto que compitió en la temporada 2013-14 de la Latvijas Basketbola Līga. Posteriormente pasó al VEF Riga, donde volvió a jugar en la LBL durante el primer tramo de la temporada 2015-16, siendo luego transferido al Latvijas Universitāte.
En mayo de 2016 dejó su país para migrar a los Estados Unidos, después de haber sido becado por la Universidad de Hawái para estudiar allí y jugar con los Rainbow Warriors en los torneos de la Big West Conference de la División I de la NCAA. Cuatro años duró su experiencia en esa liga, registrando promedios de 6,8 puntos, 4,3 rebotes y 1,4 asistencias por partido en 114 presentaciones. 
Volvió a Europa en junio de 2020, siendo fichado por el Pieno Zvaigzdes de la Lietuvos Krepšinio Lyga. Sin embargo en noviembre de ese año abandonó el club para debutar en la Latvian-Estonian Basketball League como jugador del BK Liepāja.
En julio de 2022 pasó a las filas del equipo estonio BC Kalev/Cramo, pero al año siguiente retornó a Letonia como refuerzo del Rīgas Zeļļi.
A partir de 2021 comenzó a jugar durante el verano en el circuito profesional de baloncesto 3x3 de Letonia, accediendo al Tour Mundial de Baloncesto 3x3 en 2024 como parte del equipo Kandava.

## Selección nacional
Raimo representó a Letonia en categorías juveniles, por lo que estuvo presente en el Eurobasket Sub-16 de 2013, en los Eurobasket Sub-18 de 2014 y 2015, y en el Eurobasket Sub-20 de 2016.
En 2023 fue convocado por primera vez para integrar la selección de baloncesto 3x3 de Letonia, ganando la medalla de oro en los Juegos Europeos de 2023 y la medalla de bronce en el Campeonato Europeo 3x3 de Baloncesto Masculino 2023.
Participó del torneo masculino de baloncesto 3x3 de los Juegos Olímpicos de París 2024.